# Pen Sokong
Pen Sokong (5 marzo 1994) è un velocista cambogiano.

## Biografia
Ha partecipato ai campionati asiatici di Wuhan 2015 e a quelli di Doha 2019, oltreché ai Giochi asiatici di Giacarta 2018: in queste tre competizioni ha gareggiato nei 100 e 200 metri piani, senza però mai riuscire a superare i turni di qualificazione.
Nel 2020 ha fatto registrare il record nazionale cambogiano nei 100 metri piani, sebbene in assenza di riscontro anemometrico, e nel 2021 prende parte ai Giochi olimpici di Tokyo.

## Record nazionali
- 100 metri piani: 10"67 nw ( Phnom Penh, 27 novembre 2020)

## Progressione

### 100 metri piani
| Stagione | Tempo | Luogo          | Data       | Rank. Mond. |
| -------- | ----- | -------------- | ---------- | ----------- |
| 2019     | 10"87 | New Clark City | 8-12-2019  |             |
| 2018     | 10"95 | Naypiydaw      | 16-12-2018 |             |
| 2015     | 11"66 | Wuhan          | 3-6-2015   |             |

### 200 metri piani
| Stagione | Tempo | Luogo    | Data      | Rank. Mond. |
| -------- | ----- | -------- | --------- | ----------- |
| 2019     | 22"33 | Doha     | 13-4-2019 |             |
| 2018     | 22"44 | Giacarta | 28-8-2018 |             |
| 2015     | 23"05 | Wuhan    | 6-6-2015  |             |

## Palmarès
| Anno | Manifestazione  | Sede     | Evento      | Risultato | Prestazione | Note                          |
| ---- | --------------- | -------- | ----------- | --------- | ----------- | ----------------------------- |
| 2015 | Asiatici        | Wuhan    | 100 m piani | Batteria  | 11"66       | Miglior prestazione personale |
| 2015 | Asiatici        | Wuhan    | 200 m piani | Batteria  | 23"05       | Miglior prestazione personale |
| 2018 | Giochi asiatici | Giacarta | 100 m piani | Batteria  | 11"10       |                               |
| 2018 | Giochi asiatici | Giacarta | 200 m piani | Batteria  | 22"44       | Miglior prestazione personale |
| 2019 | Asiatici        | Doha     | 100 m piani | Batteria  | 10"94       |                               |
| 2019 | Asiatici        | Doha     | 200 m piani | Batteria  | 22"33       | Miglior prestazione personale |
| 2023 | Giochi asiatici | Hangzhou | 100 m piani | Batteria  | 10"93       |                               |

## Campionati nazionali
2020
- Oro ai campionati cambogiani assoluti di atletica leggera, 100 m - 10"67 nw